# Phoneyusa antilope
Phoneyusa antilope is een spinnensoort in de taxonomische indeling van de vogelspinnen (Theraphosidae).
Het dier behoort tot het geslacht Phoneyusa. De wetenschappelijke naam van de soort werd voor het eerst geldig gepubliceerd in 1889 door Eugène Simon.